# امبریوکس، ران
امبریوکس، ران (به فرانسوی: Ambérieux, Rhône) یک کمون در فرانسه است که در Canton of Anse واقع شده‌است.

## خصوصیات
امبریوکس ۴٫۵۵ کیلومترمربع مساحت و ۵۲۷ نفر جمعیت دارد و ۱۷۶ متر بالاتر از سطح دریا واقع شده‌است.